# Comuna Dermendere, Ismail
Dermendere (în ucraineană Каланчак, transliterat: Kalanceak) este o comună în raionul Ismail, regiunea Odesa, Ucraina, formată din satele Dermendere (reședința) și Marineanca.

## Demografie
Componența lingvistică a comunei Dermendere
     Bulgară (77,39%)
     Rusă (20,1%)
     Ucraineană (2,1%)
     Alte limbi (0,34%)
Conform recensământului din 2001, majoritatea populației comunei Dermendere era vorbitoare de bulgară (77,39%), existând în minoritate și vorbitori de rusă (20,1%) și ucraineană (2,1%).